# المغني المقنع (الموسم 3)
تم عرض الموسم الثالث من برنامج المغني المقنع The Masked Singer لأول مرة في 2 فبراير 2020 ، على Super Bowl LIV . 
خلال هذا الموسم، يتنافس ثمانية عشر شخصًا مجهولًا في أزياء وأقنعة جديدة تغطي كامل الجسم . يقومون بسرد جوانب من سيرة حياتهم وهم مقنعون . بعد أن يؤدي كل منهم بصوته، ثم يتم التصويت على المتسابقين من قبل الجمهور لمعرفة من هو الفائز، أو من سيتنافس في جولة أخرى في تلك الحلقة، أو من سيتم اقصائه.